# Andrej Karlin
Andrej Karlin, slovenski rimskokatoliški duhovnik in škof, * 15. november 1857, Stara Loka, Slovenija (tedaj Avstrijsko cesarstvo), † 5. april 1933, Maribor, Slovenija (tedaj Kraljevina Jugoslavija).

## Škofovsko geslo
Vate zaupam, Gospod

## Življenjepis
Rodil se je v Stari Loki na Gorenjskem očetu Florijanu in materi Tereziji (rojena Harman). Študiral je v Ljubljani in v Rimu, kjer je doktoriral iz kanonskega in civilnega prava.
Po vrnitvi iz Rima je bil veroučitelj, prefekt in kasneje ravnatelj Alojzijevišča v Ljubljani (1905-1910) ter stolni kanonik (1900-1910).

### Škofovska služba
Leta 1910 je bil imenovan za tržaško-koprskega škofa, katerega poslanstvo je opravljal med 6. februarjem 1911 in 15. decembrom 1919. Po prvi svetovni vojni je bil prisiljen odstopiti zaradi pritiskov narodnostno nestrpnih italijanskih zasedbenih oblasti. Po izsiljenem odstopu se je umaknil v Kraljevino SHS.
Papež Pij XI. ga je 6. junija 1923 imenoval za lavantinskega škofa. 
V času njegove pastirske službe sta prišli pod upravo lavantiske škofije koroški dekaniji Dravograd in Črna, ter prekmurski dekaniji Lendava in Murska Sobota, kjer je prepovedal več sakralnih knjig, kot npr. Küzmičev katekizem: Krátka summa velikoga katekizmussa.
Pokopan je v cerkvici na Pobreškem pokopališču v Mariboru.